# موريس كوفمان
موريس كوفمان (بالإنجليزية: Maurice Kaufmann)‏ هو ممثل بريطاني، ولد في 29 يونيو 1927 في المملكة المتحدة، وتوفي في 1 سبتمبر 1997 بلندن في المملكة المتحدة بسبب سرطان.

## وصلات خارجية
- موريس كوفمان على موقع IMDb (الإنجليزية)
- موريس كوفمان على موقع قاعدة بيانات الفيلم (الإنجليزية)